# ScanChem
ScanChem - pakiet programów do komputerowego wspomagania badań w zakresie chemii organicznej.
W skład pakietu ScanChem wchodzą trzy moduły:
- FSU Forward Search Utility - program do komputerowego przewidywania produktów reakcji chemicznych (zgodnie z ich naturalnym kierunkiem przebiegu). Udoskonalona wersja programu FSU, po wielu zmianach, wchodzi aktualnie w skład pakietu CSB Chemical Sense Builder jako jeden z jego modułów
- BSU Backward Search Utility - program do komputerowej symulacji wieloetapowych dróg syntez organicznych, czyli wykonującego analizy  retrosyntetyczne
- FDU File Display Utility - przeglądarka wyników symulacji (odczytuje i wizualizuje informacje zawarte w plikach danych/wyników symulacji:   *.fsf - pliki utworzone przez moduł FSU  oraz   *.bsf - pliki utworzone przez moduł BSU).

Pakiet został opracowany w dawnej Katedrze Informatyki Chemicznej i Chemii Fizycznej (obecnie: Zakład Informatyki Chemicznej) Politechniki Rzeszowskiej, w latach 1990–1997, przez zespół w składzie: Zdzisław S. Hippe, Grzegorz Fic i Michał Mazur. Od 1997 r. rozwijany jest tylko moduł do komputerowej symulacji syntez organicznych (w zakresie opracowywania i włączania do bazy wiedzy nowych strategii podcelowych). 
Programy pakietu ScanChem pracują w środowisku MS-DOS.